# Sejlstrup (parochie)
Sejlstrup is een parochie van de Deense Volkskerk in de Deense gemeente Hjørring. De parochie maakt deel uit van het bisdom Aalborg en telt 180 kerkleden op een bevolking van 197 (2004). Historisch hoorde de parochie tot de herred Børglum. De parochie werd in 1970 deel van de gemeente Løkken-Vrå, die in 2007 opging in de vergrote gemeente Hjørring.

Bistrup · Børglum · Em · Hæstrup · Harritslev · Jelstrup · Løkken-Furreby · Lyngby · Mårup · Rakkeby · Rubjerg · Sankt Catharinæ · Sankt Hans · Sankt Olai · Sejlstrup · Skallerup · Tårs · Vejby · Vennebjerg · Vrå · Vrejlev · Vrensted